# Едуард Емерсън Барнард
Едуард Емерсън Барнард (на английски: Edward Emerson Barnard) е американски астроном, член на Националната академия на науките на САЩ. Той е един от най-изтъкнатите астрономи-наблюдатели на своето време.

## Биография
Роден е на 16 декември 1857 година в Нашвил, Тенеси, САЩ. Работи като фотограф от ранна възраст. През 1883 – 1887 г. е приет, учи и работи в Университета Вандербилт в Нашвил. В периода 1888 – 1895 г. е сътрудник в Ликската обсерватория, а от 1895 – професор по практическа астрономия в Чикагския университет и астроном в Йъркизката обсерватория.
През 1875 г. се сдобива 5 дюймов телескоп, с който прави първите си открития – на 17 септември 1881 и на 13 септември 1882 г. открива две нови комети (1881 VI и 1882 III). През 1883 г. открива (независимо) противосиянието и след продължително наблюдение на това явление успява да обясни неговата природа през 1918. Сред постиженията на Барнард е визуалното откриване на петия спътник на Юпитер с помощта на 36 дюймовия ликски рефрактор на 9 септември 1892 г.
В Ликската обсерватория Барнард започва систематично фотографиране на небето, с което поставя началото на приложението на фотографията в астрономията. Прави едни от първите фотографии на Млечния път, звездните купове, комети, по които провежда обширно изследване върху формата на кометните опашки. Открива още седем комети, последната от които през 1892 г. е първата открита по фотографски път.
Наблюдавайки затъмнението на един от спътниците на Сатурн, Япет, забелязва, че спътникът не се затъмнява напълно, а продължава да е частично осветен. Това наблюдение е пряко доказателство, че пръстенът на Сатурн не е непрекъснат, а се състои от частици. Между другите изследвания на Барнард са откриването и изучаването на променливи звезди, двойни звезди, наблюдения на Ерос за определяне на астрономическата единица.
Барнард съставя каталог на 182 тъмни мъглявини в Млечния път и показва, че тъмните мъглявини представляват облаци от материя, които поглъщат светлината, а не празнини между звездните купове, както се е считало след откритията на Уилям Хершел. Открива звезда, имаща голямо собствено движение – 10 дъгови секунди на година; която по-късно е наречена на негово име.
Негово откритие е и планетарната мъглявина, разположена близо до Мероп, една от най-ярките звезди на Плеядите. Няколко месеца след избухването на нова звезда в съзвездието Колар през 1891 г., открива мъглявина около нея, осветявана от светлинната вълна на новата звезда. През 1916 открива разширяващата се обвивка на мъглявината около новата звезда, избухнала в съзвездието Персей през 1901 г. Провежда точни микрометрични измервания на планетните диаметри и на три от най-големите астероида.
Умира на 6 февруари 1923 година в Уилямс Бей, Уисконсин, на 65-годишна възраст.

## Награди
Сред многобройните награди на Барнард са:
- златен медал на Лондонското кралско астрономическо дружество (1897);
- медали „Лаланд“ (1892), „Араго“ (1893) и „Жансен“ (1900) на Парижката академия на науките;
- премия „Жансен“ на Френското астрономическо дружество (1906);
- медал „Брюс“ на Тихоокеанското астрономическо дружество (1917);
- три медала на Тихоокеанското астрономическо дружество за изследване на комети.